# 公吉寺镇
公吉寺镇，是中华人民共和国安徽省亳州市涡阳县下辖的一个乡镇级行政单位。

## 行政区划
公吉寺镇下辖以下地区：
公吉寺社区、王大楼社区、马寨村、马老家村、洼北村、龚长营村、龚楼村、程大村、王准村、西刘村、张寨村、张楼村、大赵村和犁耙村。